# Asuka-dera

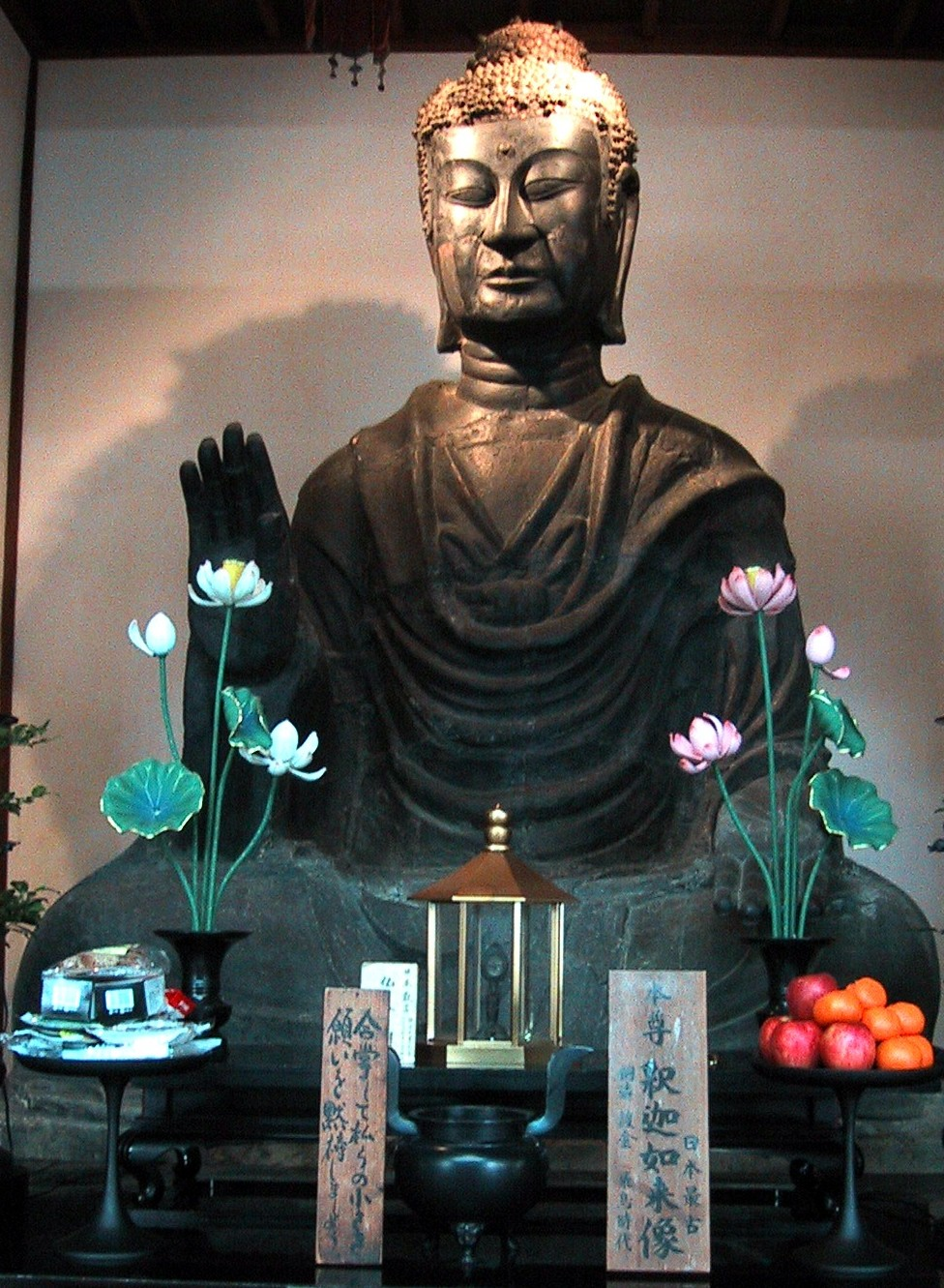
Grand Bouddha d'Asuka-dera.

L'Asuka-dera (飛鳥寺), aussi appelé Hōkō-ji (法興寺), est un temple bouddhiste situé à Asuka, préfecture de Nara au Japon. L'Asuka-dera passe pour être un des plus anciens temples du Japon, de la période Asuka et construit entre la fin du VIe et le début du VIIe siècle.

## Complexe du temple
Un certain nombre de documents font référence à l'origine du temple, tels le Nihongi et le Fusō-ryakuki. Les bâtiments d'origine de ce qu'on appelle alors « Hōkō-ji » sont édifiés entre la fin du VIe et le début du VIIe siècle, à la période Asuka, peu de temps après l'introduction du bouddhisme en provenance du royaume de Baekje, l'un des trois principaux États de la péninsule coréenne, selon diverses sources (voir bouddhisme au Japon),. 
La tour du temple qui est censée contenir des ossements du Bouddha, était entourée par trois kon-do (bâtiments principaux) qui contenaient des images bouddhistes. Ces halls avaient une couverture de tuiles et étaient entourés par des couloirs à parois, eux aussi à couverture de tuiles. La salle de conférences, ko-do, était située juste à l'extérieur de l'enceinte, au nord. Tous ces éléments de composition architecturale et ces procédés constructifs trouvent leur source dans le petit royaume de Koguryo.
À la suite du transfert de la capitale d'Asuka à Heijō-kyō (à présent ville de Nara), les bâtiments sont aussi déplacés de leur site original d'Asuka à Nara en 718 où ils se multiplient pour devenir un immense temple appelé Gangō-ji. Par ailleurs, le site original du Hōkō-ji est maintenu comme temple encore existant de nos jours.
Le principal objet d'adoration au Asuka-dera est le Grand Bouddha de bronze qui aurait été créé par Tori Busshi (Kuratsukuri no Tori) au début du VIIe siècle. La statue a été partiellement endommagée lors d'un incendie en 1196. Elle est désignée bien culturel important du Japon.

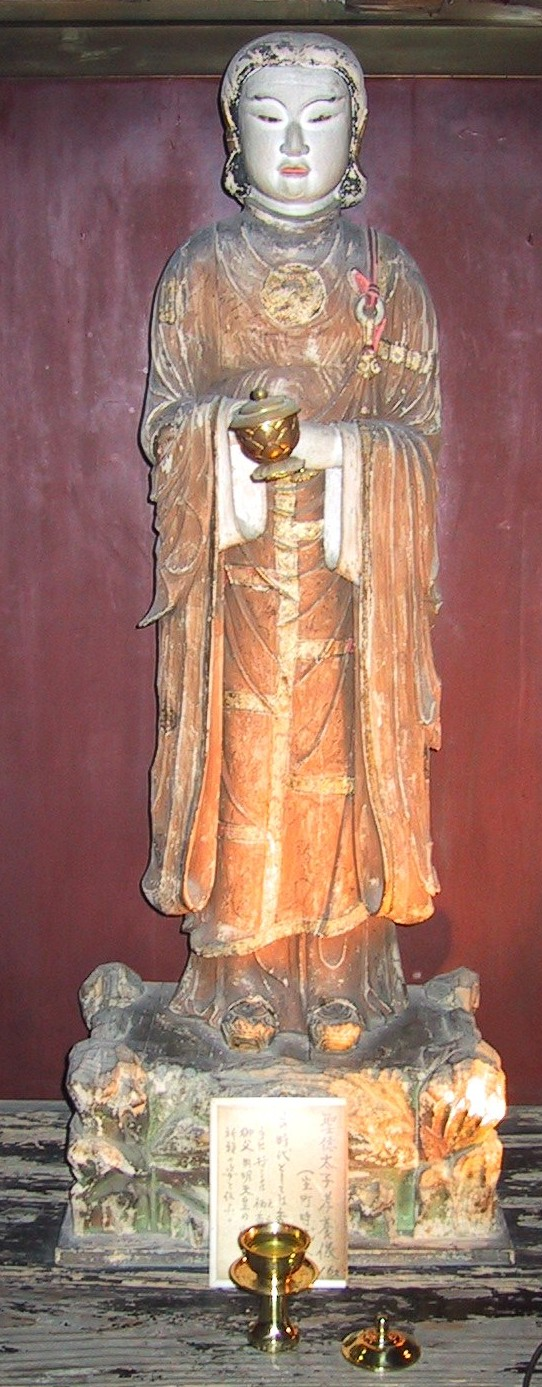
Sculpture du prince Shōtoku représenté en bodhisattva à Asuka-dera (Asuka).

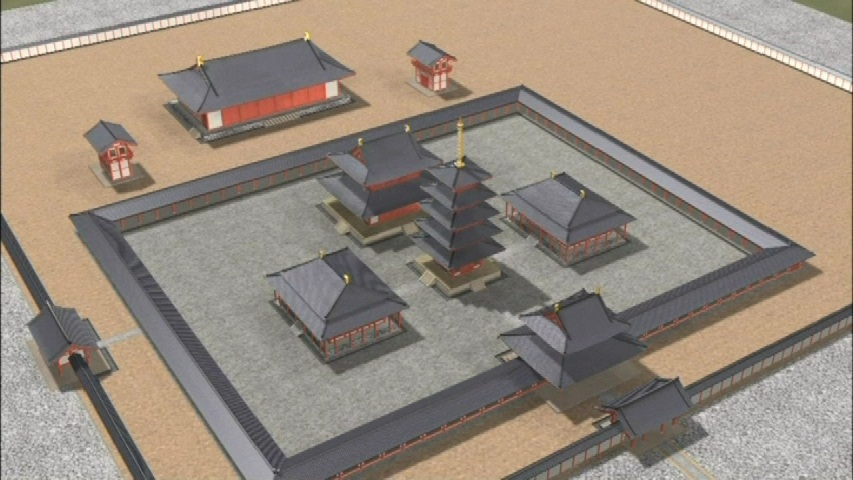
Le complexe de l'Asuka-dera.